# スバル・B5-TPH
B5-TPH（ビーファイブ ティーピーエイチ）は、富士重工業（現・SUBARU）が開発したハイブリッドカーのコンセプトカーである。

## 概要
B5-TPHは、2005年の第39回東京モーターショーにて初公開された。「『2人の小旅行』をテーマに」「『ガソリンエンジンと電気モーター』、『スポーツワゴンとSUV』など、さまざまな要素を重層的に融合させ」たスポーツ・スペシャリティだという。
パワーユニットは車名にもあるTPHと名付けられたハイブリッドシステムを採用している。
デザインは同年11月に発売されることになる3代目インプレッサの予告を担っていたと考えられる。ただし、実際のインプレッサではフロント周りに面影が感じられる程度である。

## パワーユニット
パワーユニットはTPH（Turbo Parallel Hybrid、ターボ・パラレル・ハイブリッド）と呼ぶハイブリッドシステムを採用している。
TPHのシステム構成はターボエンジンとトランスミッションの間にモーター・ジェネレーターを挟み込んだもので、名前の通りパラレルハイブリッド方式である。2003年の第37回東京モーターショーで公開されたB9スクランブラーに搭載されていたSSHEVとは異なり、システム自体は主流に倣った物と言える。
特徴はエンジンにターボチャージャーを搭載した上でミラーサイクル化していることである。ミラーサイクルによりトルクが低下するが、低速域ではモーターアシストを加えて、通常のターボエンジン以上のトルクを供給する。中高回転域ではターボによる過給により殆どトルクの低下は無く、「従来通りの力強い運転を愉しめる」ようになっている。また、ミラーサイクルによりエンジンの低燃費領域が拡大し、動力性能を向上しながら環境性能をも向上している。
なお、モーター・ジェネレーターの主要諸元は下記の通りである。
- ステーター外径：320mm
- モーター全長：58mm
- 最大駆動出力：10kW
- 最大駆動トルク：150N・m
- 最大発電力：8.5kW